# Главное управление общей безопасности (Ливан)
Главное управление общей безопасности (араб. الامن العام‎, «Аль-Амн аль-Ам») — спецслужба Ливана, основной функцией которой является сбор оперативной информации и информирование правительства по вопросам обеспечения национальной безопасности и общественного порядка на территории Республики Ливан. Также отвечает за контроль за пребыванием иностранцев на территории страны, выдачу виз и разрешений на въезд на территорию Ливана, выдачу вида на жительство и карты пребывания.
Контролирует СМИ страны на предмет отсутствия в публикациях материалов, подрывающих основы государства и общественного порядка. Осуществляет выдачу паспортов гражданам Ливана.

## История
Создано 21 июля 1921 года, в период Великого Ливана, под названием «первое бюро». После создания независимой Ливанской Республики Указом президента № 3845 от 27 августа 1945 года было создано Главное управление общей безопасности («Аль-Амн аль-Ам») в рамках Министерства внутренних дел со штаб-квартирой в Бейруте.
В последующие годы структура и полномочия Управления неоднократно пересматривались, последним указом, касающимся деятельности ведомства, был Указ № 2873 от 16 декабря 1959 года, который расширил территориальную структуру Управления включив ряд новых пограничных, наземных, морских и воздушных подразделений.
С начала 2010-х годов «Аль-Амн аль-Ам» ведёт процесс реорганизации, в рамках которого создаются новых центры безопасности во всех регионах страны. Эти реформы ускорились после прихода к руководству бригадного генерала Раймонда Хаттара (исполнял обязанности генерального директора с декабря 2010 до июля 2011), который, в частности, создал отдел по приему жалоб от населения, который находится непосредственно под контролем Генерального директора ведомства.
Эти мероприятия были продолжены преемником Хаттара, генерал-майором Ибрагимом Аббасом, который вступил в должность главы «Аль-Амн аль-Ам» в июле 2011 года. Например, продление документов можно сделать по почте, при этом, например, выдача паспорта будут произведена в течение одной недели. «Аль-Амн аль-Ам» также инициировала процесс реформирования процедуры рассмотрения жалоб граждан и административных жалоб, обеспечивая тем самым обратную связь с населением.
«Аль-Амн аль-Ам» играет роль также в развитии экономики страны (от неё в определённой мере зависит рост доходов от въездного туризма в Ливан).

## Функции
Функции Главного управления общей безопасности подразделяются на 4 группы: собственно безопасности, работа с СМИ, работа с иностранцами и технические.
В сфере безопасности «Аль-Амн аль-Ам» выполняет следующие функции:
- сбор разведданных по политическим, экономическим и социальным вопросам
- оценка, анализ и использование информации в различных областях
- участие в расследовании преступлений против внутренней или внешней безопасности государства
- контроль подготовки и осуществления мер безопасности
- обеспечение безопасности в различных сферах
- борьба с саботажем, распространением слухов и другими нарушениями безопасности
- борьба с подпольными партиями и организациями
- выдача разрешений на въезд и выезд из страны
- контроль наземных, морских и воздушных границ.

В сфере работы с СМИ «Аль-Амн аль-Ам» выполняет следующие функции:
- контроль за выпуском кинофильмов и аудиовизуальной продукции.
- контролю организации публикаций и аудиовизуальных материалов,
- организация цензуры СМИ.
- обеспечение правильного применения законов и положений о цензуре СМИ.

В сфере работы с иностранцами «Аль-Амн аль-Ам» выполняет следующие функции:
- подготовка пребывания делегаций, миссий, приглашений и встреч граждан арабских и других стран
- контроль въезда иностранцев в Ливан, их пребывания и выезда, обеспечение их безопасности.
- документальное оформление депортаций и инцидентов с иностранцами.
- контроль вопросов, касающиеся проживания иностранцев в Ливане.
- координация отношений с иностранными миссиями, работающими в Ливане.
- контроль и содействие отправлению и прибытию туристов разных национальностей.
- сопровождение государственных делегаций, прибывающих в Ливан и обеспечение их безопасности во время их нахождения на ливанской территории.

В сфере технических функции «Аль-Амн аль-Ам»:
- выдача разрешений на проезд через Ливан
- выдача ливанских паспортов
- предоставление разрешений на постоянное и временное проживание в Ливане
- выдача документов для палестинских беженцев, проживающих в Ливане или других странах
- выдача въездных виз
- контролировать всех процедур, связанных с оформлением гражданства Ливана
- сопровождение ливанских государственных деятелей.

## Директора
- Принц Фарид Шехаб (1948—1958)
- Генерал Тауфик Джалбу (1958—1964)
- Жозеф Саламе (1965—1971)
- Бригадный генерал Антуан Дада (1971—1976)
- Принц Фарук Абилламах (1977—1982)
- Захи Бустани (1982—1984)
- Джамиль Неме (1984—1988)
- Бригадный генерал Надим Лтейф (1988 −1991)
- Раймонд Рафаэль (1991—1998)
- Генерал-майор Джамиль аль-Сайед (1998—2005)
- Генерал Асад эль-Такаш (2005, и. о.)
- Генерал-майор Вафик Джеззини (2005—2010)
- Генерал Сихам Хараке (2010, и. о.)
- Раймон Хаттар (2010—2011, и. о.)
- Генерал-майор Аббас Ибрагим (с 2011 — настоящее время).